# Leucocelis plebeja
Leucocelis plebeja är en skalbaggsart som beskrevs av Hermann Julius Kolbe 1895. Leucocelis plebeja ingår i släktet Leucocelis och familjen Cetoniidae. Inga underarter finns listade i Catalogue of Life.